# کراهولوو
کراهولوو (به چکی: Krahulov) یک منطقهٔ مسکونی در جمهوری چک است که در منطقه تربیچ واقع شده‌است.
 کراهولوو ۴٫۸۹ کیلومتر مربع مساحت و ۲۳۱ نفر جمعیت دارد و ۴۶۷ متر بالاتر از سطح دریا واقع شده‌است.